# 1917
1917 (MCMXVII) a fost un an obișnuit al calendarului gregorian, care a început într-o zi de luni.

## Evenimente

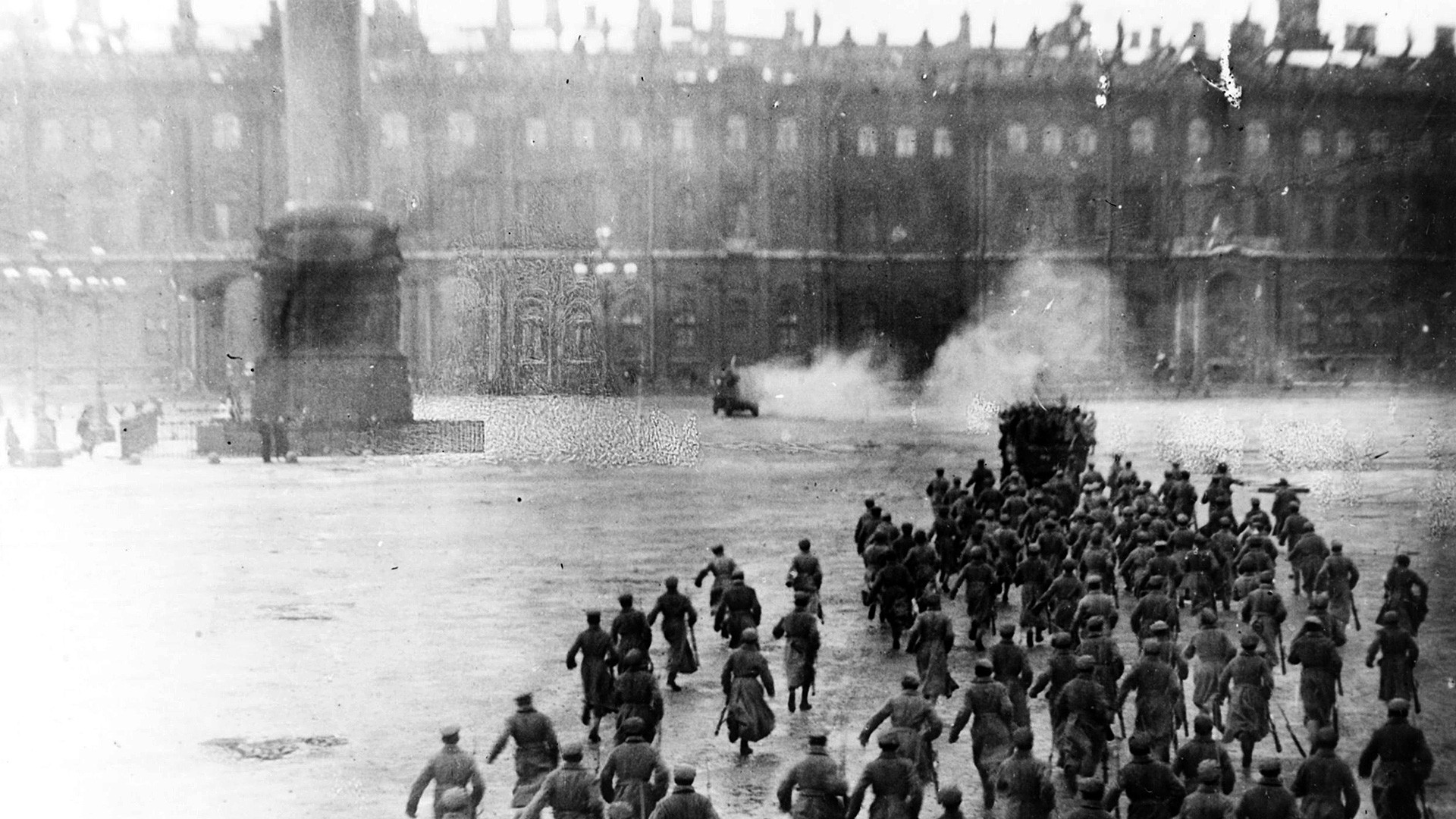
7 noiembrie: Revoluția din Octombrie. Invazia Palatului de Iarnă.

### Ianuarie
- 31 decembrie 1916/13 ianuarie 1917: Are loc Catastrofa de la Ciurea, cel mai grav accident feroviar din istoria României, soldat cu peste 1.000 morți.

### Februarie
- 3 februarie: SUA a întrerupt relațiile diplomatice cu Germania.
- 23 februarie/8 martie: Începe Revoluția Rusă din 1917 care a dus la răsturnarea regimului țarist.

### Martie
- 15 martie: Țarul Nicolae al II-lea al Rusiei abdică.
- 23 martie: Proclamația Regelui Ferdinand I, prin care se promite pământ și vot universal.
- 26 martie: Cancelarul prusac, Theobald von Bethmann-Hollweg, și ministrul de externe austro-ungar, Ottokar Czernin, semnează la Viena un acord prin care Regatul României este preconizat să devină parte a Imperiului Austro-Ungar în caz de victorie a Puterilor Centrale în Primul Război Mondial.

### Aprilie
- 6 aprilie: Primul Război Mondial: SUA declară război Germaniei.
- 16 aprilie: Vladimir Lenin se întoarce din exil la Petrograd.

### Mai
- 13 mai: La Fátima, devenit ulterior un important loc de pelerinaj din Portugalia, trei copii, cu vârste cuprinse între 7 și 10 ani, au avut viziuni cu Fecioara Maria. În 1930 aceste viziuni au fost recunoscute de Biserica Catolică, iar în locul respectiv s-a ridicat o biserică.

### Iulie
- 6 iulie: Primul Război Mondial: Trupele arabe conduse de Lawrence al Arabiei și Auda ibu Tayi captureză orașul Aqaba.
- 24 iulie-3 august: Primul Război Mondial: Bătălia de la Mărăști. Armata a II-a română, comandată de generalul Alexandru Averescu, înfrânge armata germană.

### August
- 6-19 august: Primul Război Mondial: Bătălia de la Mărășești, cea mai mare bătălie de pe frontul românesc.
- 8-22 august: Primul Război Mondial. A treia bătălie de la Oituz.

### Septembrie
- 13 septembrie: Stabilirea relațiilor diplomatice dintre România și Japonia. Regele Ferdinand I al României semnează decretul de numire a lui Nicolae Xenopol ca ministru plenipotențiar la Tokyo.

### Octombrie
- 25 octombrie/7 noiembrie: În Rusia începe Revoluția din Octombrie, care a dus la declanșarea Războiului Civil Rus.

### Noiembrie
- 7 noiembrie: Începe Războiul Civil din Rusia (care se încheie la 25 octombrie 1922).
- 15 noiembrie: Declarația drepturilor popoarelor din Rusia dată la Petrograd și semnată de Lenin și Stalin.
- 20 noiembrie: Ucraina este declarată republică.

### Decembrie
- 2 decembrie: Proclamarea Republicii Democratice Moldovenești.
- 6 decembrie: Finlanda se declară independentă față de Rusia.
- 6 decembrie: Cargobotul, SS Mont-Blanc, încărcat cu muniție, a explodat în portul Halifax din Noua Scoție, după ce s-a ciocnit de vasul norvegian, Imo. Aproximativ 2.000 de persoane și-au pierdut viața, iar 9.000 de oameni au fost răniți.
- 9 decembrie: Semnarea armistițiului de la Focșani între reprezentanții Armatei Române și cei ai Puterilor Centrale.

### Nedatate
- Apare la Moscova cotidianul Izvestia (1917-1991), oficios al guvernului sovietic.
- Grecia intră în război de partea Antantei.
- Ucraina emite pretenții asupra Basarabiei pe care vrea să o considere una dintre cele 10 gubernii ale sale.

## Arte, științe, literatură și filozofie
- Poetul francez, Guillaume Apollinaire, a introdus noțiunea de suprarealism.

## Nașteri

### Ianuarie
- 13 ianuarie: George Petcu, poet român (d.1939)
- 19 ianuarie: Georg Scherg (n. Georg Kurmes), poet român (d. 2002)

### Martie
- 17 martie: Nat King Cole (n. Nathaniel Adams Coles), pianist și cântăreț american de jazz (d. 1965)
- 19 martie: Dinu Constantin Lipatti, pianist și compozitor român (d. 1950)
- 21 martie: Frank Hardy (Francis Joseph Hardy), scriitor australian (d. 1994)

### Aprilie
- 18 aprilie: Frederica de Hanovra, soția regelui Paul I al Greciei (d. 1981)
- 25 aprilie: Ella Jane Fitzgerald, cântăreață americană de jazz (d. 1996)

### Mai
- 1 mai: Danielle Darrieux (Danielle Yvonne Marie Antoinette Darrieux), actriță franceză de film (d. 2017)
- 13 mai: Tudor Greceanu, aviator român (d. 1994)
- 16 mai: Juan Rulfo, romancier, scriitor și fotograf mexican (d. 1986)
- 26 mai: Mariana Șora (n. Marianne Klein), scriitoare și traducătoare română (d. 2011)
- 29 mai: John Fitzgerald . Kennedy (aka JFK), politician american, al 35-lea președinte al SUA (1961-1963), (d. 1963)

### Iunie
- 6 iunie: Ion Rațiu (Ion Augustin Nicolae Rațiu), politician român, vicepreședinte al Partidului Național Țărănesc Creștin Democrat (d. 2000)

### Iulie
- 10 iulie: James Aldridge (Harold Edward James Aldridge), scriitor australian (d. 2015)
- 18 iulie: Henri Gabriel Salvador, cântăreț francez de jazz (d. 2008)

### August
- 7 august: Horia Lovinescu, dramaturg român (d. 1983)
- 22 august: Alexandru Piru, critic și istoric literar român (d. 1993)
- 31 august: György Aczél, scriitor, jurnalist și comunist maghiar (d. 1991)

### Septembrie
- 2 septembrie: Constantin Anastasatu, medic român, membru al Academiei Române (d. 1995)
- 9 septembrie: Kató Ács, scriitoare, jurnalistă și comunistă maghiară (d. 1989)
- 20 septembrie: Fernando Rey (n. Fernando Casado Arambillet), actor spaniol (d. 1994)

### Octombrie
- 8 octombrie: Aurel Savin, activist român YMCA (d. 2007)

### Noiembrie
- 5 noiembrie: Jacqueline Auriol (Jacqueline Marie-Thérèse Suzanne Auriol-Douet), aviatoare franceză (d. 2000)
- 19 noiembrie: Indira Priyadarshini Gandhi, politiciană indiană, prim-ministru al Indiei (1966-1977), (d. 1984)

### Decembrie
- 16 decembrie: Arthur Charles Clarke, scriitor britanic (d. 2008)

## Decese
- 17 martie: Franz Brentano (n. Franz Clemens Honoratus Hermann Brentano), 79 ani, filosof german (n. 1838)
- 18 iunie: Titu Maiorescu (n. Titu Liviu Maiorescu), 77 ani, academician, avocat român, prim-ministru (1912-1914), (n. 1840)
- 22 august: Ecaterina Teodoroiu (n. Cătălina Vasile Toderoiu), 23 ani, sublocotenent în timpul primului război mondial (n. 1894)
- 27 august: Ion Grămadă, 31 ani, scriitor și istoric român (n. 1886)
- 28 august: Calistrat Hogaș, 70 ani, prozator român (n. 1847)
- 27 septembrie: Edgar Degas (Edgar Germain Hilaire Degas), 83 ani, pictor francez (n. 1834)
- 17 noiembrie: Auguste Rodin (René François Auguste Rodin), 77 ani, artist plastic francez (n. 1840)
- 21 decembrie: Semion Roșal, revoluționar bolșevic rus, trimis de Lenin în România pentru a instiga o revoluție comunistă (n. 1896)

## Premii Nobel
- Fizică: Charles Glover Barkla (Regatul Unit)
- Chimie: Premiul în bani a fost alocat Fondului Special aferent acestei categorii
- Medicină - Premiul în bani a fost alocat Fondului Special aferent acestei categorii
- Literatură: Karl Gjellerup, Henrik Pontoppidan (Danemarca)
- Pace: Crucea Roșie